# Igor Potapovič
Igor Potapovič (rusky Игорь Потапович; * 6. září 1967, Almaty) je bývalý kazašský atlet, který se specializoval na skok o tyči. Dříve reprezentant Sovětského svazu.
První úspěch zaznamenal v roce 1986 na prvním ročníku juniorského mistrovství světa v Athénách, kde získal zlatou medaili. O tři roky později skončil stříbrný na halovém ME v nizozemském Haagu. V roce 1995 na halovém MS v Barceloně získal za výkon 580 cm stříbro. Ve finále prohrál jen se Sergejem Bubkou, který překonal 590 cm. V témž roce obsadil deváté místo na mistrovství světa v Göteborgu. Na letních olympijských hrách v Atlantě 1996 skončil těsně pod stupni vítězů, na čtvrtém místě (586 cm). O rok později se stal v Paříži halovým mistrem světa. V roce 2000 se zúčastnil letní olympiády v australském Sydney, kde však v kvalifikaci na výšce 555 cm třikrát neuspěl a skončil bez platného pokusu.
V roce 1992 v Havaně se stal vítězem světového poháru. Mezi jeho úspěchy patří také dvě zlaté medaile z Asijských her (1994, 1998) a stříbro a zlato z mistrovství Asie. Je držitelem národních a asijských rekordů.

## Osobní rekordy
- hala – (592 cm – 19. února 1998, Stockholm)
- venku – (592 cm – 13. června 1992, Dijon)